# Ian Samwell
Ian Ralph Samwell (født 19. januar 1937 i Lambeth, London, England - død 13. marts 2003 i Sacramento, Californien, USA) var en engelsk guitarist, komponist og pladeproducent.
Samwell er nok bedst kendt for sit samarbejde med Cliff Richard, og var hans oprindelige rytmeguitarist i gruppen The Drifters, (som senere blev til The Shadows i 1959). Samwell komponerede Richards første store hit Move It fra 1958. Han blev taget ud af bandet kort efter da Hank Marvin, Bruce Welch, Jet Harris og Tony Meehan kom med. Han fortsatte med at skrive sange for Cliff såsom High Class Baby og Dynamite i 1959, som begge blev hits. Herefter skrev han sangen Say You Love Me Too, som blev indspillet af The Isley Brothers og dermed blev den første sang af en britisk sangskriver, der blev indspillet af en amerikansk R&B gruppe. Samwell skrev også sange for kunstnere som f.eks. Joe Brown, Elkie Brooks, Kenny Lynch og Dusty Springfield. Han har også arbejdet med musikere som Small Faces, The Grateful Dead, Frank Zappa, Joni Mitchell, og John Mayall. Han var også pladeproducer for f.eks. Georgie Fame, Jeff Beck og gruppen America med hvem han havde sin største kommercielle succes med deres hitsingle, A Horse with No Name i 1972. Samwell døde som 66 årig i Sacramento i 2003, efter en hjertetransplantation i 1990´erne.

## Udvalgte kompositioner
- Move it (1958) - Cliff Richard & The Drifters
- Mean streak (1958) - Cliff Richard & The Drifters
- High Class Baby (1959) - Cliff Richard & The Shadows
- Dynamite (1959) - Cliff Richard & The Shadows
- Fall in love with you (1959) - Cliff Richard & The Shadows
- Gee Whizz it´s you (1960) - Cliff Richard & The Shadows
- Say You Love Me Too (1959) - The Isley Brothers
- You Can Never Stop Me Loving You (1963) - Kenny Lynch
- Whatcha Gonna Do About It (1965) - The Small Faces
- A Horse with No Name (1972) - America